# Première Nation de Poplar River

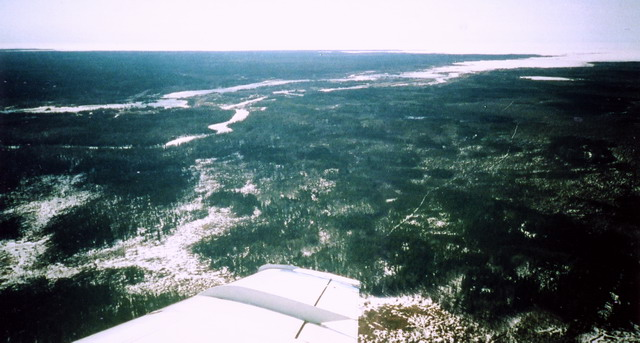
Vue aérienne de Poplar River 16

La Première Nation de Poplar River, Azaadiwi-ziibi Nitam-Anishinaabe en ojibwé, est une bande indienne de la Première Nation ojibwée du Manitoba au Canada. Elle possède une réserve, Poplar River 16, située sur la côte est du lac Winnipeg à l'embouchure de la rivière Poplar à environ 400 km au nord de Winnipeg. Elle est signataire du Traité 5.

## Géographie
La Première Nation de Poplar River possède une réserve nommée Poplar River 16. Celle-ci est située sur la côte est du lac Winnipeg à l'embouchure de la rivière Poplar. La ville importante située le plus près de la réserve est Winnipeg à environ 400 km au sud.

## Annexe